# مدرسة أكسفورد للدراما
مدرسة أكسفورد للدراما هي مدرسة درامية في المملكة المتحدة. يقع مقرها في ووتون، على بعد عشرة أميال شمال مدينة أكسفورد.
المدرسة هي مدرسة دراما مهنية مستقلة تدير دورة تمثيل مدتها ثلاث أعوام ودورة تمثيل لمدة عام واحد، وكلاهما مصدق عليه من كلية ترينيتي. كما تدير دورات تأسيسية في التمثيل مدتها ستة أشهر. الطلاب في الدورات التي مدتها ثلاث أعوام وعام واحد مؤهلون للحصول على تمويل من مخطط جوائز الرقص والدراما الحكومية وقروض التعلم المتقدم.
يدير المدرسة مجلس أمناء يضم ثيلما هولت ونينا راين ونيكولاس ألوت وجيريمي سامز. وأيضًا المدرسة عضو في اتحاد مدارس الدراما.

## روابط خارجية
- الموقع الرسمي

قالب:اتحاد مدارس الدراما
قالب:مدارس الفنون المسرحية في المملكة المتحدة